# Classica di Amburgo 2008
La Classica di Amburgo 2008 (ufficialmente Vattenfall Cyclassics per motivi di sponsorizzazione), tredicesima edizione della corsa, si svolse il 7 settembre 2008 su un percorso di 213,7 km. Fu vinta dall'australiano Robbie McEwen, che terminò la gara in 4h 37' 46" imponendosi in una volata di gruppo. si piazzarono rispettivamente secondo e terzo gli altri due australiani Mark Renshaw e Allan Davis.

## Percorso
La Vattenfall Cyclassics si corse su un circuito di 213,7 km attraverso la città di Amburgo e la campagna circostante. Il percorso era prevalentemente pianeggiante e adatto ai velocisti.

## Squadre e corridori partecipanti
Al via si presentarono le diciotto squadre del circuito ProTour. Invitate fra le squadre continentali furono l'olandese Skil-Shimano e l'austriaca Team Volksbank.
| N.    | Cod. | Squadra             |
| ----- | ---- | ------------------- |
| 1-9   | LAM  | Lampre              |
| 11-19 | RAB  | Rabobank            |
| 21-29 | THR  | Team Columbia       |
| 31-39 | GCE  | Caisse d'Epargne    |
| 41-49 | AST  | Astana Team         |
| 51-59 | CSC  | Team CSC            |
| 61-69 | EUS  | Euskaltel-Euskadi   |
| 71-79 | SDV  | Scott-American Beef |
| 81-89 | SIL  | Silence-Lotto       |
| 91-99 | LIQ  | Liquigas            |

| N.      | Cod. | Squadra           |
| ------- | ---- | ----------------- |
| 101-109 | GST  | Team Gerolsteiner |
| 111-119 | FDJ  | FDJ               |
| 121-129 | QST  | Quick Step        |
| 131-139 | C.A  | Crédit Agricole   |
| 141-149 | ALM  | AG2R La Mondiale  |
| 151-159 | BTL  | Bouygues Télécom  |
| 161-169 | COF  | Cofidis           |
| 171-179 | MRM  | Team Milram       |
| 181-189 | SKS  | Skil-Shimano      |
| 191-199 | VBG  | Team Volksbank    |

## Ordine d'arrivo (Top 10)
| Pos. | Corridore          | Squadra         | Tempo    |
| ---- | ------------------ | --------------- | -------- |
| 1    | Robbie McEwen      | Silence         | 4h37'46" |
| 2    | Mark Renshaw       | Crédit Agricole | s.t.     |
| 3    | Allan Davis        | Quick Step      | s.t.     |
| 4    | Murilo Fischer     | Liquigas        | s.t.     |
| 5    | José Joaquín Rojas | C. d'Epargne    | s.t.     |
| 6    | Peter Wrolich      | Gerolsteiner    | s.t.     |
| 7    | William Bonnet     | Crédit Agricole | s.t.     |
| 8    | Mirco Lorenzetto   | Lampre          | s.t.     |
| 9    | Samuel Dumoulin    | Cofidis         | s.t.     |
| 10   | Fabian Wegmann     | Gerolsteiner    | s.t.     |

## Punteggi UCI
| Pos. | Corridore          | Squadra         | Punti |
| ---- | ------------------ | --------------- | ----- |
| 1    | Robbie McEwen      | Silence         | 40    |
| 2    | Mark Renshaw       | Crédit Agricole | 30    |
| 3    | Allan Davis        | Quick Step      | 25    |
| 4    | Murilo Fischer     | Liquigas        | 20    |
| 5    | José Joaquín Rojas | C. d'Epargne    | 15    |
| 6    | Peter Wrolich      | Gerolsteiner    | 11    |
| 7    | William Bonnet     | Crédit Agricole | 7     |
| 8    | Mirco Lorenzetto   | Lampre          | 5     |
| 9    | Samuel Dumoulin    | Cofidis         | 3     |
| 10   | Fabian Wegmann     | Gerolsteiner    | 1     |

| Pos. | Squadra           | Punti |
| ---- | ----------------- | ----- |
| 1    | Silence-Lotto     | 40    |
| 2    | Crédit Agricole   | 37    |
| 3    | Quick Step        | 25    |
| 4    | Liquigas          | 20    |
| 5    | Caisse d'Epargne  | 15    |
| 6    | Team Gerolsteiner | 12    |
| 7    | Lampre            | 5     |
| 8    | Cofidis           | 3     |

| Pos. | Nazione   | Punti |
| ---- | --------- | ----- |
| 1    | Australia | 95    |
| 2    | Brasile   | 20    |
| 3    | Spagna    | 15    |
| 4    | Austria   | 11    |
| 5    | Francia   | 10    |
| 6    | Italia    | 5     |
| 7    | Germania  | 1     |